# 多治見市立南姫小学校北小木分校
多治見市立南姫小学校北小木分校（たじみしりつ みなみひめしょうがっこう　きたおぎぶんこう）は、かつて岐阜県多治見市に存在した公立小学校の分校。

## 概要
- 南姫小学校の分校であり、現在の多治見市北小木町が校区であった。
- 元は多治見市・可児町組合立姫治小学校の分校であったが、1966年に姫治小学校が多治見市立南姫小学校と可児町立南小学校[注釈 2]に分割されたさい、南姫小学校へ移管された。
- 跡地は北小木児童館となっていたが、廃止された。

## 沿革
- 1873年（明治6年） - 可児郡北小木村の児童は、矢戸村の矢戸学校へ通学する。
- 1874年（明治7年） - 矢戸学校が教童学校と敬業学校に分立する。北小木村の児童は塩河村の敬業学校へ通学する。
- 1882年（明治15年） - 北小木村が敬業学校から離脱し、下切村の文集学校に合流する。
- 1886年（明治19年） - 文集学校が下切小学校に改称する。北小木村に下切小学校北小木分校を設置。
- 1889年（明治22年） - 
  - 北小木村、大針村、大薮村、下切村、今村、谷迫間村が合併し、姫治村が発足。
  - 姫治小学校北小木分校に改称する。
- 1891年（明治24年）4月 - 独立し、北小木尋常小学校となる。
- 1895年（明治28年） - 火災により校舎が全焼。民家などを仮校舎として授業を行う。
- 1904年（明治37年） - 校舎を再建する。
- 1908年（明治41年）4月 - 姫路村内の小学校（下切尋常小学校、大薮尋常小学校、北小木尋常小学校）が統合され、姫治尋常小学校となる。校舎は旧校を教室として使用。
- 1913年（大正2年）5月 - 姫治尋常小学校の統合校舎が完成。旧校の教室のうち、下切、大薮は廃止されたが、北小木は姫治尋常小学校北小木分教場に改称して存続する。北小木分教場は尋常科1～3年生が通学する。
- 1916年（大正5年）7月 - 姫路村大字北小木字持田[注釈 3]に校舎を新築し、移転。
- 1941年（昭和16年）4月1日 - 姫治国民学校北小木分教場に改称する。
- 1947年（昭和22年）4月1日 - 姫治村立姫治小学校北小木分校に改称する。
- 1960年（昭和35年）4月1日 - 姫治村が分割され、南部（北小木・大針・大薮・下切の一部）は多治見市に、北部（今・谷迫間・下切村の大部分）は可児郡可児町に編入される。同時に多治見市・可児町組合立姫治小学校北小木分校に改称する。
- 1966年（昭和41年）3月 - 学校再編により、姫治小学校は多治見市立南姫小学校と可児町立南小学校へ分割される。北小木分校は南姫小学校に移管され、多治見市立南姫小学校北小木分校となる。
- 1967年（昭和42年）4月 - 廃校。